# Carro Armato P 40
El Carro Armato Pesante 40, sovint abreviat com a P 40 o P 26/40, fou un tanc pesant desenvolupat pel Regne d'Itàlia introduït el 1942.
El P 40 estava blindat amb planxes d'acer de fins a 60 mm de gruix, oferint una protecció decent, tot i que mantenia les fràgils unions reblonades característiques dels tancs italians. Estava armat amb un canó de 75 mm de calibre i una o més metralladores Breda M38 de 8 mm, que oferien una bona capacitat ofensiva. La transmissió i la suspensió mantenia la línia dels tancs mitjans italians, com l'M 13/40. Aquest blindat estava impulsat per un motor dièsel de 330 CV, poc fiable, que permetia que el tanc es mogués a una velocitat màxima de 40 km/h, amb una autonomia de 150 km, per carretera i un màxim de 25 km/h camp a través.
El disseny del vehicle va començar el 1938, però no seria fins l'esclat de la Segona Guerra Mundial que la necessitat d'un tanc pesant es va fer evident. Tot i les mancances dels altres blindats italians, el desenvolupament va ser lent i tortuós, i el primer prototip fou entregat al Regio Esercito a mitjans del 1942. Tot i això, aquest tanc no va arribar a ser emprat mai pels italians, que es van rendir el 1943. Seria la Wehrmacht que en continuaria la producció i l'empraria, en petites quantitats o en línies defensives, durant la Campanya d'Itàlia.

## Desenvolupament
El Regio Esercito havia considerat el desenvolupament d'un tanc pesant d'ençà del 1938. Els requisits d'aquest vehicle incloïen: un pes limitat a 20 tones, per poder passar per pontons, una velocitat màxima de 32 km/h i un armament compost per tres metralladores i un canó d'alta velocitat a la torreta.
Tot i això el disseny es va retardar fins a l'agost del 1940, quan Mussolini va ordenar-ne específicament el desenvolupament. Els requeriments van canviar-se per dos canons a la torreta, tres o quatre metralladores, un pes total d'aproximadament 25 tones i cinc tripulants. Es van fer tres prototips de fusta: dos per Ansaldo amb el conductor al centre del frontal, amb un metrallador a cada costat, i un altre prototip el va desenvolupar el centre d'estudis de motorització, amb el conductor al frontal esquerra i dos metralladors a la seva dreta. Una de les dues configuracions incloïa un motor dièsel de 450 CV i dotze cilindres i un canó de tanc de 75 mm i 32 calibres. La segona configuració emprava un altre motor dièsel i un canó de 75 mm i 18 calibres. Eventualment es va triar la disposició d'Ansaldo, amb un motor dièsel de 12 cilindres i armat amb un canó de 75 mm i 18 calibres, un canó coaxial de 20 mm i blindat amb 40 mm de d'acer al frontal. Aquest disseny es va anomenar provisionalment P 75, pel calibre del canó principal, o P 26, pel tonatge del vehicle.
El 1941 el desenvolupament continuaria fent servir el xassís de l'M 13/40 com a base. Per aquest motiu, el primer prototip que es va aconseguir a mitjans del 1941 semblava una simple versió engrandida de l'M 13/40. Tot i això, es van continuar aplicant canvis. En primer lloc es va reemplaçar el canó de 75/18 per un 75/32, amb una metralladora coaxial de 9 mm. Més tard el projecte fou més àmpliament redissenyat, després d'examinar un T-34 soviètic capturat pels alemanys i entregat a les autoritats italianes. Es va incrementar el blindatge de 40 a 50 mm al frontal i de 30 a 40 mm als laterals. També es va incrementar la inclinació del blindatge, es van eliminar les metralladores bessones de 8 mm del buc i el canó es va canviar per un model de 75/34.
Els constants increments de pes van complicar el desenvolupament d'un motor adequat pel vehicle, fet que va contribuir als retards del projecte. FIAT va tenir molts problemes per dissenyar un motor dièsel de més de 300 CV. Temporalment van considerar emprar un motor alemany Maybach HL 120 de 300 CV com a reemplaçament, però al final es va descartar aquesta opció. Les primeres unitats fabricades van anar equipades amb un motor dièsel Fiat de 330 CV 8V de 12 cilindres, que eventualment seria substituït per un model de benzina FIAT de 420 CV, 24 litres i 12 cilindres en V.
El juliol de 1942 va aparèixer el segon prototip per avaluació, amb un increment de pes de 20 a 25 tones. L'abril d'aquell mateix any el Regio Esercito va fer una comanda de 500 unitats sota la denominació P 40, per l'any de comissió. Tot i això, la producció en sèrie no va començar fins a l'agost del 1943. El retard es va deure principalment al bombardeig a la fàbrica de FIAT SPA el novembre del 1942. Abans de l'armistici entre Itàlia i les forces aliades, el 8 de setembre del 1943, només s'havien entregat tres unitats i hi havia 22 bucs incomplets a la fàbrica.

## Característiques
El buc del Carro Armato P 40 estava fabricat amb planxes d'acer reblonades i amb algunes seccions soldades, a diferència de la majoria de models italians previs que només eren reblonats. El gruix de blindatge al buc era de 50 mm al frontal, 40 mm als altres costats i 14 mm a sota i a sobre del compartiment del motor. La torreta, per altra banda, estava blindada amb una planxa de 60 mm al frontal, 50 mm a la resta de costats i 20 mm al sostre. En general oferia una protecció molt més sòlida que els models italians previs, encara que era una defensa limitada comparada amb altres tancs de l'època.

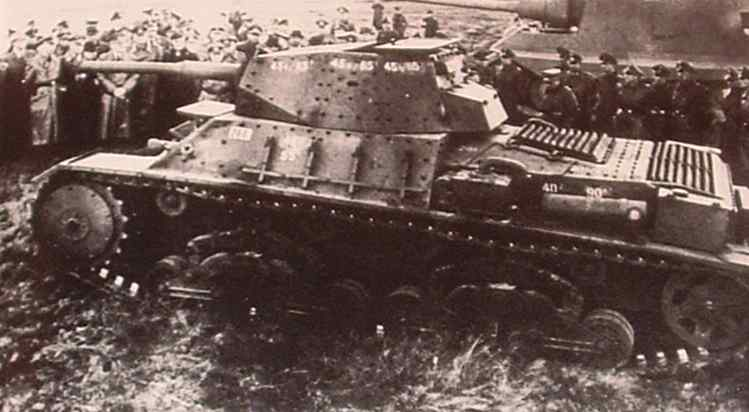
Un Carro Armato P 40 presentat a oficials alemanys després de l'armistici entre Itàlia i les forces aliades, el 8 de setembre del 1943.

El blindat era operat per quatre tripulants: conductor, comandant/artiller, carregador i operador de ràdio. La torreta allotjava el comandant, que també feia d'artiller, i el carregador. Les reduïdes dimensions de la torreta feia que fos complicat combatre-hi. A més a més, el fet que el comandant també hagués d'operar l'armament feia que estigués sobrecarregat durant els enfrontaments. Al buc, el conductor i l'operador de ràdio s'asseien al frontal esquerra i dreta, respectivament, del vehicle. Al darrere del blindat hi havia el compartiment motor. Per entrar i sortir del vehicle, la tripulació disposava d'una escotilla a sobre i al darrere de la torreta i una altra a sobre el seient del conductor.
L'armament principal era un model fabricat per Ansaldo: el cannone da 75/34 modello 37, derivat d'una peça d'artilleria divisional. Aquest canó de tanc tenia una velocitat de sortida molt millor que el model 75/18 i, per tant, oferia una millor penetració contra blindats enemics. Per disparar el canó, la torreta tenia dos periscopis: un per l'artiller i un altre pel carregador. L'armament secundari estava compost, al principi, per unes metralladores bessones Breda M38 de 8 mm al frontal dret del buc, servides per l'operador de ràdio. També hi havia una altra Breda de 8 mm muntada coaxialment amb el canó. Posteriorment es van eliminar les metralladores bessones o es van reduir a una sola unitat, amb 600 cartutxos de munició.
El P 40 no disposava de intercomunicador intern, fet que complicava la comunicació de la tripulació. Per altra banda, sí que disposava d'una ràdio per coordinar-se amb altres unitats.
El motor que es va fer servir en els primers models fou un model de benzina de 420 CV, inicialment provat el 1941, però que no va ser acceptat per l'exèrcit italià. Eventualment s'acabaria fent servir un motor dièsel Fiat SPA 342, de 12 cilindres en V de 330 CV, que resultaria ser poc fiable. El tren de transmissió, la suspensió i l'eruga eren molt semblants als models italians previs, tot i que més allargats. Aquest conjunt oferia una velocitat màxima de 40 km/h, i una autonomia de 150 km, per carretera i un màxim de 25 km/h camp a través.

## Producció i operadors
El desenvolupament i muntatge dels Carro Armato P 40 el va dur a terme Fiat al nord d'Itàlia. El primer prototip no es va entregar fins al 1942. Quan es va signar l'armistici entre Itàlia i les forces aliades només s'havien entregat tres unitats i hi havia 22 bucs incomplets a la fàbrica. Cap d'aquests blindats va ser emprat pel Regio Esercito.

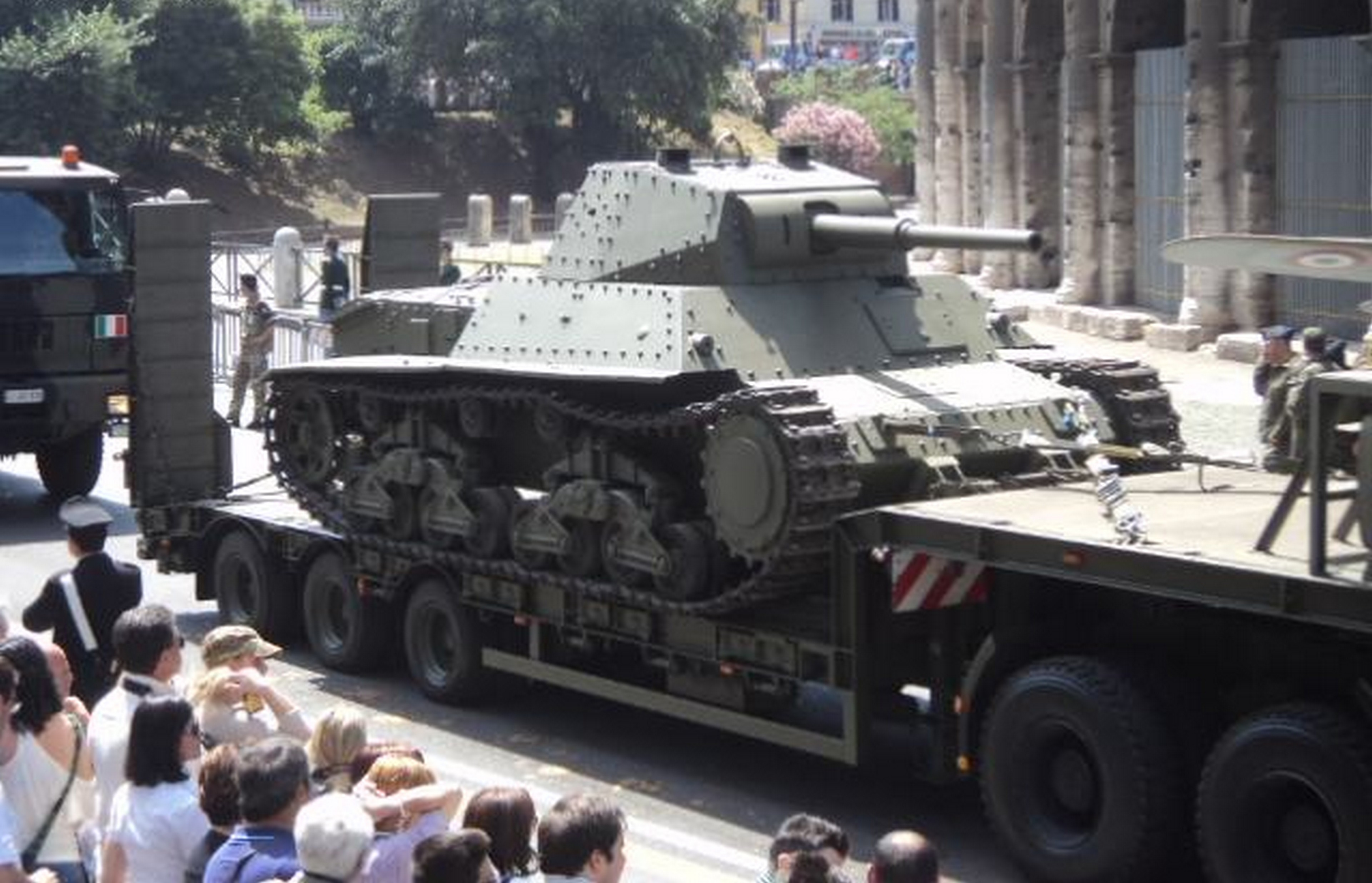
Un Carro Armato P 40 conservat fins a dia d'avui desfilant durant la Festa della Repubblica Italiana l'any 2011.

Després de la rendició italiana, l'exèrcit alemany va ocupar la fàbrica i la producció dels P 40 va continuar. Altres models en desenvolupament, com el P 43 o Semovente M41 90/53, van ser abandonats. Aviat els alemanys van produir sis blindats P 40 més, un dels quals es va presentar a Adolf Hitler l'octubre del 1943. Tot i això, la baixa fiabilitat dels motors els feia obsolets i poc útils per cap tasca que no fos control de la rereguarda. Per aquest motiu, molts dels vehicles encomanat pels alemanys es van produir sense motors ni altres parts mecàniques per servir com a búnquers. Dels 101 P 40 fabricats, 14 models es van donar a la 24ena Brigada Waffen-Grenadier der SS, que combatien contra partisans a la frontera entre Itàlia i Iugoslàvia. El principal enfrontament on van participar els P 40 va ser la Batalla d'Anzio. La denominació dels alemanys pel tanc era Panzerkampfwagen P40 737(i).
Actualment sobreviuen dos P 40, que han estat restaurats. El primer model està conservat pel Museo Storico della Motorizzazione Militare a Roma. El segon està preservat a la Caserma "Nacci" e "Zappalà" a Lecce.